# Света Троица (София, Слатина)
Вижте пояснителната страница за други значения на Света Троица.
„Света Троица“ е православна църква в София, посветена на Света Троица. Намира се в парк „Гео Милев“, кв.„Гео Милев“.

## История и архитектура
Храмът е осветен от екзарх Стефан на 22 ноември 1943 година. Представлява кръстокуполна базилика с каменни основи, облицовани с червени тухли. Дълга е 35 метра, широка е 14, а на височина камбанарията достига 12 метра. Има притвор, два купола – централен купол и купол за камбанарията, както и четири колони, които поддържат тавана. В олтара има три св. престола.
Иконостасът и Владишкият трон са от масивен бряст с дърворезба от Петър Кушлев. Стенописи има на централния купол и олтара от 2000 г.
Храмът е построен върху основите на стар храм, по-голям от днешния. Според преданието мястото се е наричало „Манастирчето“.